# 卢卡·施佩兴豪泽
卢卡·施佩兴豪泽（義大利語：Luca Spechenhauser，2000年12月14日—），意大利男子短道速滑运动员，2021年世界短道速滑锦标赛男子5000米接力铜牌得主、2023年世界短道速滑锦标赛男子5000米接力银牌得主、2024年世界短道速滑锦标赛男子1000米铜牌得主。